# Кортемилия
Кортемилия (итал. Cortemilia) — коммуна в Италии, располагается в регионе Пьемонт, в провинции Кунео.
Население составляет 2517 человек (2008 г.), плотность населения составляет 104 чел./км². Занимает площадь 24 км². Почтовый индекс — 12074. Телефонный код — 0173.
Покровителем коммуны почитается святая Екатерина Александрийская, празднование 25 ноября.

## Демография
Динамика населения:

## Администрация коммуны
- Официальный сайт: http://www.comunecortemilia.it/